# Vitrandad myrsmyg
Vitrandad myrsmyg (Formicivora grisea) är en fågel i familjen myrfåglar inom ordningen tättingar.

## Utbredning och systematik
Vitrandad myrsmyg delas in i nio underarter:
- Formicivora grisea rufiventris – förekommer i östra Colombia och södra Venezuela
- Formicivora grisea grisea – förekommer i Guyanaregionen samt östra Brasilien

Vitbrynad myrsmyg (F. intermedia) behandlades tidigare som en del av vitrandad myrsmyg, men urskiljs numera vanligen som egen art.

## Status och hot
Arten har ett stort utbredningsområde, men tros minska i antal, dock inte tillräckligt kraftigt för att den ska betraktas som hotad. Internationella naturvårdsunionen IUCN listar arten som livskraftig (LC).